# Tetraopes thoreyi
Tetraopes thoreyi là một loài bọ cánh cứng trong họ Cerambycidae.